# 檜山俊宏
檜山 俊宏（ひやま としひろ、1944年（昭和19年）12月7日 - ）は、日本の実業家、政治家。平和広告代表取締役。広島県議会議員（自由民主党所属）。第58、59、60代広島県議会議長。

## 略歴
広島県広島市出身。慶應義塾大学法学部卒業。南カリフォルニア大学を経て1970年にテレビ朝日に入る。翌年に広島ホームテレビに入る。1973年に平和広告を設立し代表取締役社長、鴻治組監査役を兼任する。
1979年4月、広島県議会議員に初当選。1984年6月から1986年6月まで新空港建設特別委員会副委員長。1986年6月から1987年4月まで行財政改革特別委員会委員長。1987年7月から1988年7月まで交通対策特別委員会委員長。
1988年7月から1989年7月まで建設委員会委員長。1990年7月から1991年4月まで議会運営委員会委員長。1997年7月から1998年7月まで全国都道府県議会議長会会長。1991年5月から2003年4月まで広島県議会議長。
広島県みどり推進機構会長理事、中国地区道路利用者会議会長、全国道路利用者会議副会長などを務める。

## 人物
広島県議会議長を務めた檜山袖四郎の四男。
2019年10月7日に県議会により公開された資産等報告書によると、土地や建物、預貯金（普通、当座預金を除く）から借入金を差し引いた最高額は檜山の9891万円で、相続した土地や建物が大半を占めた。住所は広島市安芸区船越三丁目。
2020年4月、自民党の河井案里参院議員の陣営による買収事件で、広島地方検察庁が檜山の事務所や広島県議会棟にある会派控室などを家宅捜索した（河井夫妻選挙違反事件）。檜山は2019年の参院選で案里を支援していた。檜山は取材に「金銭の授受は一貫して否定する」と強調した。

## 賞罰
- 全国都道府県議会議長会自治功労表彰[11]